# 黄金航路
「黄金航路」（おうごんこうろ）は、オーイシマサヨシの楽曲。5作目のデジタル配信限定シングルとして、2023年9月15日に各音楽配信サービスにてポニーキャニオンからリリースされた。

## 概要
前作の配信限定シングル『碧い砲撃』から約1年ぶりのリリースとなる。
本楽曲は、スマートフォン向けアプリゲーム『アズールレーン』の6周年記念ソングとして大石が書き下ろした楽曲となっており、9月10日に「アズールレーン 6th Anniversary Fes. DAY2」のステージで行われた「アズレン公式生放送DAY2 ～まだまだあります最新情報～＆グランドフィナーレ」にて初めて情報が明かされた。
2023年11月1日発売の11枚目のシングル『好きになっちゃダメな人』にカップリング曲として収録された。

## 収録内容
| #         | タイトル     | 作詞・作曲 | 編曲      | 時間 |
| --------- | ------------ | ---------- | --------- | ---- |
| 1.        | 「黄金航路」 | 大石昌良   | eba       | 3:21 |
| 合計時間: | 合計時間:    | 合計時間:  | 合計時間: | 3:21 |